# 렌즈운

사진 좌상단에 덮개처럼 생긴 구름이 렌즈 구름이다.

렌즈구름(Lenticular cloud)은 높은 고도에서, 바람 방향에 직각으로 정렬하고 있는 렌즈모양의 움직이지 않는 구름이다. 렌즈구름은 그 모양에 따라서 고적운(ACSL), 층적운(SCSL), 그리고 권적운으로 분류할 수 있다.

## 형성
렌즈운은 안정되고 습기를 머금은 공기가 산이나 산맥위로 흐를 때, 대규모의 정상파가 바람이 불어가는 쪽으로 형성되게 되는데, 정상에서 파가 내려가면서 기온이 이슬점 아래로 내려간다면, 공기 중의 수증기들은 렌즈구름의 형태로 액화된다. 파의 기압골 쪽으로 습기를 머금은 공기가 후진할 때, 구름은 기화하며 증발기체로 돌아간다. 특정한 조건 아래, 렌즈구름의 긴 끈 형태는 정상 가까이에서 각각의 연속하는 파의 형태인 '파 구름'으로 만들어진다. 렌즈구름은 렌즈모양이나 매끄러운 받침접시 같은 모양을 가지는 특징을 가지고 있기 때문에, UFO로 오해받기도 한다. 밝은 색깔이 나타나기도 하는데, 이는 무지개빛 효과라고 불리며 렌즈구름의 모서리 부분에 나타난다. 렌즈구름은 서유럽 쪽에 알프스 산맥 등지에 자주 생긴다.

## 비행
파일럿들은 렌즈구름이 동반하는 회전기류 시스템의 난기류 때문에 가까이서 비행하는 것을 피하는 경향이 있다. 그러나 글라이더 파일럿들은 적극적으로 찾아내려고 한다. 공기 질량을 증가시켜주는 정확한 위치선정은 구름의 위치로부터 상당히 쉽게 예측할 수 있다. 이런 종류의 "파 올림"은 종종 매끄러우면서 강하고 글라이더를 놀랄만한 고도와 거리로 높이 솟게 한다. 현재 글라이딩 세계 기록은 거리(3000km), 고도(15460m)를 보유하고 있다.

## 같이 보기
- 모자구름